# Futbol'nyj Klub Smena Komsomol'sk-na-Amure
Lo Smena Komsomol'sk-na-Amure, ufficialmente Futbol'nyj Klub Smena Komsomol'sk-na-Amure (in russo Футбольный клуб Смена Комсомольск-на-Амуре?, translitterazione anglosassone Smena Komsomolsk-na-Amure, nota in passato anche come Dinamo, Avangard e Amur), è una società di calcio russa con sede a Komsomol'sk-na-Amure.

## Storia
Fu fondato nel 1936 col nome di Stroitel, partecipò alla seconda e alla terza edizione della Coppa dell'URSS, senza partecipare al campionato nazionale; nel 1946, cambiò nome in Dinamo. Ma fu solo dal 1957, col nome di Lokomotiv, che partecipò per la prima volta al Campionato sovietico di calcio, partendo dalla Klass B, seconda serie del campionato.
Dal 1960 cambiò nome in Avangard; rimase in seconda serie fino al 1962, quando, a causa della riforma dei campionati, rimase in Klass B che divenne la terza serie del campionato. Nel 1969 un'ulteriore riforma dei campionati la costrinse alla retrocessione in quarta serie: l'anno seguente sparì dalla scena nazionale. Solo nel 1978 fece ritorno in Vtoraja Liga, terza serie del campionato, col nuovo nome di Amur.
Rimase in terza serie fino al 1989 quando, con l'introduzione della quarta serie nazionale, retrocesse nella neonata Vtoraja Nizšaja Liga, dove restò fino alla dissoluzione dell'Unione Sovietica.
Con la nascita del campionato russo fu immediatamente collocato in Pervaja Liga, cioè nella seconda serie, ma retrocesse subito in Vtoraja Liga. Con l'ultimo posto del 1994 la squadra fallì e ripartì dai dilettanti.
Ritornò tra i professionisti nel 2002 col nome di Smena, ripartendo dalla Pervenstvo Professional'noj Futbol'noj Ligi

## Statistiche e record

### Partecipazione ai campionati

#### Unione Sovietica
| Livello | Categoria            | Partecipazioni | Debutto | Ultima stagione | Totale |
| ------- | -------------------- | -------------- | ------- | --------------- | ------ |
| 2º      | Klass B              | 6              | 1957    | 1962            | 6      |
| 3º      | Klass B              | 7              | 1963    | 1969            | 19     |
| 3º      | Vtoraja Liga         | 12             | 1978    | 1989            | 19     |
| 4º      | Klass B              | 1              | 1970    | 1970            | 3      |
| 4º      | Vtoraja Nizšaja Liga | 2              | 1990    | 1991            | 3      |

#### Russia
| Livello | Categoria       | Partecipazioni | Debutto   | Ultima stagione | Totale |
| ------- | --------------- | -------------- | --------- | --------------- | ------ |
| 2º      | Pervaja liga    | 1              | 1992      | 1992            | 1      |
| 3º      | Vtoroj divizion | 12             | 2002      | 2012-2013       | 17     |
| 3º      | PPF Ligi        | 5              | 2013-2014 | 2017-2018       | 17     |

## Palmarès

### Competizioni nazionali
- Pervenstvo Professional'noj Futbol'noj Ligi: 1

2015-2016 (Girone Est)
- Pervenstvo Rossii sredi ljubitel'skich futbol'nych klubov: 1

2020

### Altri piazzamenti
- Pervenstvo Professional'noj Futbol'noj Ligi:

Secondo posto: 2017-2018 (Girone Est)